# Сарышаган (посёлок)
Сарышага́н (каз. Сарышаған) — посёлок в Актогайском районе Карагандинской области Казахстана. Административный центр и единственный населённый пункт Сарышаганской поселковой администрации. Код КАТО — 353667100.

## Географическое положение
Расположен примерно в 266 км к югу от районного центра, села Актогай, на берегу одноимённого залива озера Балхаш.
Через посёлок проходят автомобильная трасса M-36 и железная дорога Мойынты — Бирлик.
В окрестностях Сарышагана расположен одноимённый военный полигон. В 10 км юго-восточнее Сарышагана находится административный и жилой центр полигона — город Приозёрск.

## История
16 июля 1954 года Указом Президиума Верховного Совета КазССР в составе Четского района был образован Сары-Шаганский сельсовет с центром в населённом пункте при железнодорожной станции Сары-Шаган с включением в его состав населённых пунктов при железнодорожных станциях Кара-Жингил и Науалы и передачей сельсовета в административное подчинение Балхашскому горсовету. С 1956 года — посёлок городского типа.

## Население
В 1999 году население посёлка составляло 4472 человека (2174 мужчины и 2298 женщин). По данным переписи 2009 года в посёлке проживало 4429 человек (2241 мужчина и 2188 женщин).